# هوارد سكوت غينتري
هوارد سكوت غينتري (بالإنجليزية: Howard Scott Gentry)‏ هو عالم نبات أمريكي، ولد في 10 ديسمبر 1903 في تيميكولا في الولايات المتحدة، وتوفي في 1 أبريل 1993 في توسان في الولايات المتحدة.